# 175208 Vorbourg
175208 Vorbourg este un asteroid din centura principală de asteroizi.

## Descriere
175208 Vorbourg este un asteroid din centura principală de asteroizi. A fost descoperit pe 1 aprilie 2005 la Vicques de Michel Ory. Asteroidul prezintă o orbită caracterizată de o semiaxă mare de 2,26 ua, o excentricitate de 0,10 și o înclinație de 2,0° în raport cu ecliptica.